# Julia Nürnberger
Julia Nürnberger (* 28. Oktober 1991) ist eine deutsche Schauspielerin.
Sie spielte von 2008 bis 2010 als Milena Ibrahamovic in der Kinder- und Jugendserie Schloss Einstein mit. 
Sie spielte in der 11. und 12. Staffel mit und gehörte zur zehnten Schülergeneration der Serie.

## Filmografie
- 2008–2010: Schloss Einstein (Rolle: Milena Ibrahimovic)